# Gouvernement Minghetti II
Royaume d'Italie
Lanza Depretis I
Le gouvernement Minghetti II (Governo Minghetti II, en italien) est le gouvernement du royaume d'Italie entre le 10 juillet 1873 et le 25 mars 1876, durant la XIIe législature.

## Composition
Composition du gouvernement
- Droite historique

### Président du conseil des ministres
Marco Minghetti